# Schweizer Leichtathletik-Meisterschaften 2016
Die Schweizer Leichtathletik-Meisterschaften 2016 (auch: SM Aktive, SM Elite oder LA Schweizermeisterschaften) (französisch Championnats Suisses Elites d’Athlétisme 2016; italienisch Campionati Svizzeri Attivi 2016) fanden am 16. und 17. Juli 2017 im Stade Genève Athlétisme in Genf statt.

## Frauen

### 100 m
| Platz | Athletin          | Zeit (s) |
| ----- | ----------------- | -------- |
| 1     | Mujinga Kambundji | 11,38    |
| 2     | Salomé Kora       | 11,60    |
| 3     | Ajla Del Ponte    | 11,79    |

### 200 m
| Platz | Athletin       | Zeit (s) |
| ----- | -------------- | -------- |
| 1     | Léa Sprunger   | 22,38 PB |
| 2     | Ellen Sprunger | 22,89 PB |
| 3     | Sarah Atcho    | 23,30 PB |

### 400 m
| Platz | Athletin          | Zeit (s) |
| ----- | ----------------- | -------- |
| 1     | Selina Büchel     | 53,99 PB |
| 2     | Agne Serksniené   | 54,97    |
| 3     | Pascale Gränicher | 55,60    |

### 800 m
| Platz | Athletin            | Zeit (min) |
| ----- | ------------------- | ---------- |
| 1     | Pamela Märzendorfer | 2:13,41    |
| 2     | Lisa Kurmann        | 2:13,72    |
| 3     | Lisa Stöckli        | 2:13,74    |

### 1500 m
| Platz | Athletin            | Zeit (min) |
| ----- | ------------------- | ---------- |
| 1     | Fabienne Schlumpf   | 4:31,73    |
| 2     | Stefanie Barmet     | 4:31,78    |
| 3     | Priska Auf der Maur | 4:32,35    |

### 5000 m
| Platz | Athletin          | Zeit (min)  |
| ----- | ----------------- | ----------- |
| 1     | Fabienne Schlumpf | 16:27,38    |
| 2     | Martina Strähl    | 16:32,42    |
| 3     | Susanne Rüegger   | 16:58,82 PB |

### 100 m Hürden (84,0)
| Platz | Athletin          | Zeit (s) |
| ----- | ----------------- | -------- |
| 1     | Clélia Rard-Reuse | 12,98    |
| 2     | Petra Fontanive   | 13,72 SB |
| 3     | Michelle Zeltner  | 13,81 PB |

### 400 m Hürden (76,2)
| Platz | Athletin         | Zeit (s) |
| ----- | ---------------- | -------- |
| 1     | Robine Schürmann | 57,94    |
| 2     | Avril Jackson    | 60,31 SB |
| 3     | Daniela Kyburz   | 60,80 PB |

### Hochsprung
| Platz | Athletin          | Höhe (m) |
| ----- | ----------------- | -------- |
| 1     | Giovanna Demo     | 1,82 SB  |
| 2     | Dominique Good    | 1,79 PB  |
| 3     | Deborah Vomsattel | 1,73     |

### Stabhochsprung
| Platz | Athletin       | Höhe (m) |
| ----- | -------------- | -------- |
| 1     | Olivia Fischer | 4,00     |
| 2     | Jasmine Moser  | 4,00     |
| 3     | Lea Bachmann   | 4,00 SB  |

### Weitsprung
| Platz | Athletin          | Weite (m) |
| ----- | ----------------- | --------- |
| 1     | Clélia Rard-Reuse | 6,07      |
| 2     | Ellen Sprunger    | 6,06      |
| 3     | Estefania García  | 5,92      |

### Dreisprung
| Platz | Athletin         | Weite (m) |
| ----- | ---------------- | --------- |
| 1     | Barbara Leuthard | 12,92 SB  |
| 2     | Gaëlle Maonzambi | 12,67 PB  |
| 3     | Serena Raffi     | 12,44 PB  |

### Kugel (4,00) kg
| Platz | Athletin           | Weite (m) |
| ----- | ------------------ | --------- |
| 1     | Ásdís Hjálmsdóttir | 15,04 SB  |
| 2     | Michelle Zeltner   | 13,72     |
| 3     | Catherine Fournier | 13,43     |

### Diskus (1,00 kg)
| Platz | Athletin               | Weite (m) |
| ----- | ---------------------- | --------- |
| 1     | Ásdís Hjálmsdóttir     | 48,09     |
| 2     | Pauline Vaglio-Agnes   | 46,86     |
| 3     | Nadja-Marie Pasternack | 44,48 PB  |

### Hammer (4,00 kg)
| Platz | Athletin        | Weite (m) |
| ----- | --------------- | --------- |
| 1     | Nicole Zihlmann | 64,63 PB  |
| 2     | Lydia Wehrli    | 59,24     |
| 3     | Laura Gautschi  | 49,71 PB  |

### Speer (600 gr)
| Platz | Athletin               | Weite (m) |
| ----- | ---------------------- | --------- |
| 1     | Ásdís Hjálmsdóttir     | 56,04     |
| 2     | Nadja-Marie Pasternack | 52,22     |
| 3     | Géraldine Ruckstuhl    | 51,43 PB  |

## Männer

### 100 m
| Platz | Athlet                 | Zeit (s) |
| ----- | ---------------------- | -------- |
| 1     | Alex Wilson            | 10,31    |
| 2     | Pascal Mancini         | 10,33 SB |
| 3     | Suganthan Somasundaram | 10,57    |

### 200 m
| Platz | Athlet       | Zeit (s) |
| ----- | ------------ | -------- |
| 1     | Alex Wilson  | 20,64    |
| 2     | Jonas Werner | 21,33    |
| 3     | Silvan Lutz  | 21,58 PB |

### 400 m
| Platz | Athlet         | Zeit (s) |
| ----- | -------------- | -------- |
| 1     | Joel Burgunder | 46,88    |
| 2     | Silvan Lutz    | 47,46    |
| 3     | Luca Flück     | 47,63    |

### 800 m
| Platz | Athlet         | Zeit (min) |
| ----- | -------------- | ---------- |
| 1     | Hugo Santacruz | 1:53,03    |
| 2     | Jonas Schöpfer | 1:53,59    |
| 3     | Raphael Salm   | 1:54,43    |

### 1500 m
| Platz | Athlet           | Zeit (min) |
| ----- | ---------------- | ---------- |
| 1     | Jan Hochstrasser | 3:57,78    |
| 2     | Jonas Raess      | 3:58,08    |
| 3     | Marc Bill        | 3:58,26    |

### 5000 m
| Platz | Athlet         | Zeit (min) |
| ----- | -------------- | ---------- |
| 1     | Julien Wanders | 14:12,22   |
| 2     | Julien Lyon    | 14:22,90   |
| 3     | Fabian Kuert   | 14:42,41   |

### 110 m Hürden (106,7)
| Platz | Athlet       | Zeit (s) |
| ----- | ------------ | -------- |
| 1     | Tobias Furer | 13,99    |
| 2     | Brahian Peña | 14,27    |
| 3     | Silvan Lückl | 14,66    |

### 400 m Hürden (91,4)
| Platz | Athlet              | Zeit (s) |
| ----- | ------------------- | -------- |
| 1     | Alain-Hervé Mfomkpa | 50,42 PB |
| 2     | Andreas Ritz        | 51,68 SB |
| 3     | Mattia Tajana       | 52,25 PB |

### Hochsprung
| Platz | Athlet        | Höhe (m) |
| ----- | ------------- | -------- |
| 1     | Loïc Gasch    | 2,18     |
| 2     | Roman Sieber  | 2,09 SB  |
| 3     | Vivien Streit | 2,06     |

### Stabhochsprung
| Platz | Athlet          | Höhe (m) |
| ----- | --------------- | -------- |
| 1     | Dominik Alberto | 5,45     |
| 2     | Marco Jost      | 5,00     |
| 2     | Patrick Schütz  | 5,00     |

### Weitsprung
| Platz | Athlet              | Weite (m) |
| ----- | ------------------- | --------- |
| 1     | Christopher Ullmann | 7,73      |
| 2     | Benjamin Gföhler    | 7,70      |
| 3     | Flavien Antille     | 7,29      |

### Dreisprung
| Platz | Athlet              | Weite (m) |
| ----- | ------------------- | --------- |
| 1     | Nils Wicki          | 15,42     |
| 2     | Roman Sieber        | 15,17 SB  |
| 3     | Christopher Ullmann | 14,98     |

### Kugel (7,26) kg
| Platz | Athlet           | Weite (m) |
| ----- | ---------------- | --------- |
| 1     | Romain Gotteland | 17,70     |
| 2     | Lukas Jost       | 15,87 SB  |
| 3     | Stefan Wieland   | 15,84 PB  |

### Diskus (2,0 kg)
| Platz | Athlet             | Weite (m) |
| ----- | ------------------ | --------- |
| 1     | Lukas Jost         | 52,59     |
| 2     | Grob Stefan        | 50,07     |
| 3     | Petros Evangelakos | 47,91     |

### Hammer (7,26 kg)
| Platz | Athlet           | Weite (m) |
| ----- | ---------------- | --------- |
| 1     | Alexis Flaven    | 60,25 PB  |
| 2     | Martin Bingisser | 59,75 SB  |
| 3     | Yann Moulinier   | 54,46     |

### Speer (800 gr)
| Platz | Athlet         | Weite (m) |
| ----- | -------------- | --------- |
| 1     | Bruno Schürch  | 69,59 PB  |
| 2     | Laurent Carron | 66,62     |
| 3     | Claudio Künzli | 62,69     |